# Sant Estève de l'Ardeiròu
Sant Estève (en francès Saint-Étienne-Lardeyrol) és un municipi francès situat al departament de l'Alt Loira i a la regió d'Alvèrnia-Roine-Alps. L'any 2007 tenia 656 habitants.

## Demografia

### Població
El 2007 la població de fet de Saint-Étienne-Lardeyrol era de 656 persones. Hi havia 252 famílies de les quals 57 eren unipersonals (19 homes vivint sols i 38 dones vivint soles), 88 parelles sense fills, 92 parelles amb fills i 15 famílies monoparentals amb fills.
La població ha evolucionat segons el següent gràfic:
Habitants censats

### Habitatges
El 2007 hi havia 360 habitatges, 262 eren l'habitatge principal de la família, 65 eren segones residències i 33 estaven desocupats. 343 eren cases i 16 eren apartaments. Dels 262 habitatges principals, 216 estaven ocupats pels seus propietaris, 37 estaven llogats i ocupats pels llogaters i 9 estaven cedits a títol gratuït; 1 tenia una cambra, 6 en tenien dues, 37 en tenien tres, 72 en tenien quatre i 146 en tenien cinc o més. 229 habitatges disposaven pel capbaix d'una plaça de pàrquing. A 94 habitatges hi havia un automòbil i a 153 n'hi havia dos o més.

### Piràmide de població
La piràmide de població per edats i sexe el 2009 era:
| Homes | Edats   | Dones |
| ----- | ------- | ----- |
| 0     | 95 o +  | 0     |
| 0     | 90 a 94 | 0     |
| 0     | 85 a 89 | 0     |
| 0     | 80 a 84 | 8     |
| 12    | 75 a 79 | 4     |
| 16    | 70 a 74 | 24    |
| 4     | 65 a 69 | 12    |
| 24    | 60 a 64 | 24    |
| 24    | 55 a 59 | 16    |
| 28    | 50 a 54 | 8     |
| 20    | 45 a 49 | 24    |
| 32    | 40 a 44 | 28    |
| 20    | 35 a 39 | 24    |
| 20    | 30 a 34 | 24    |
| 24    | 25 a 29 | 8     |
| 0     | 20 a 24 | 16    |
| 28    | 15 a 19 | 8     |
| 24    | 10 a 14 | 8     |
| 28    | 5 a 9   | 24    |
| 20    | 0 a 4   | 0     |

## Economia
El 2007 la població en edat de treballar era de 413 persones, 312 eren actives i 101 eren inactives. De les 312 persones actives 289 estaven ocupades (160 homes i 129 dones) i 23 estaven aturades (12 homes i 11 dones). De les 101 persones inactives 44 estaven jubilades, 27 estaven estudiant i 30 estaven classificades com a «altres inactius».

### Ingressos
El 2009 a Saint-Étienne-Lardeyrol hi havia 277 unitats fiscals que integraven 712,5 persones, la mediana anual d'ingressos fiscals per persona era de 16.680 €.

### Activitats econòmiques
Dels 15 establiments que hi havia el 2007, 2 eren d'empreses de fabricació d'altres productes industrials, 5 d'empreses de construcció, 2 d'empreses de comerç i reparació d'automòbils, 2 d'empreses de transport, 1 d'una empresa d'informació i comunicació, 2 d'empreses de serveis i 1 d'una empresa classificada com a «altres activitats de serveis».
Dels 2 establiments de servei als particulars que hi havia el 2009, 1 era un paleta i 1 lampisteria.
L'únic establiment comercial que hi havia el 2009 era una botiga de menys de 120 m².
L'any 2000 a Saint-Étienne-Lardeyrol hi havia 31 explotacions agrícoles que ocupaven un total de 714 hectàrees.

## Equipaments sanitaris i escolars
El 2009 hi havia una escola elemental.

## Poblacions més properes
El següent diagrama mostra les poblacions més properes.